# Semiothisa intermediaria
Semiothisa intermediaria là một loài bướm đêm trong họ Geometridae.